# Histoire de Royan

Blason de Royan
Les armes de Royan se blasonnent ainsi : « Coupé. Au premier, parti a) fascé d'or et de sable de six pièces qui est Coëtivy, et b) d'or au chevron de gueules accompagné de trois aiglettes d'azur, becquées et membrées de gueules qui est La Trémoïlle. Au deuxième, d'azur au galion d'or équipé et gréé du même, voguant sur une mer d'argent, mouvant de la pointe. »
Devise : « Ne m'oubliez ».
Commentaire : ces armoiries adoptées par le Conseil municipal de Royan le 19 février 1952, combinent celles de la famille de Coëtivy, seigneurs de la ville au XVe siècle, et de la famille La Trémoïlle, à partir du XVIe siècle.

L’histoire de Royan commence au Néolithique, lorsque des hommes qui vivent de façon sédentaire commencent à occuper le site. Après les invasions germaniques (Wisigoths notamment), puis les attaques Vikings, Royan est un petit port de pêche siège de plusieurs prieurés au Moyen Âge. Pendant la guerre de Cent Ans, Royan vécut sous domination anglaise. 
A l'époque moderne, Royan devient une place forte protestante qui est assiégée et détruite par Louis XIII.
Ce n'est qu'après la Révolution, traversée relativement sans encombre, que Royan se développe comme station balnéaire et acquiert une renommée internationale dès le XIXe. La cité huppée accueille de nombreux artistes pendant les Années folles.A la fin de la Seconde Guerre mondiale, la ville est ravagée par de terribles bombardements en 1945. Sa reconstruction en fait un laboratoire de recherche sur l'urbanisme et la dote d'un patrimoine d'architecture moderniste, depuis les années 1950. Sa renaissance d'après-guerre lui permet aujourd'hui d'accueillir jusqu'à 90 000 habitants en pleine saison.

## Préhistoire
Dès la préhistoire, le site de Royan fut occupé : des silex taillés mis au jour par des fouilles en attestent, notamment sur les sites de Foncillon et du Pigeonnier. Des vestiges de souterrains datant du Néolithique et servant de refuge à la fin de la préhistoire ont été découverts sur le territoire de la commune.

## Protohistoire
Les Celtes commencèrent à mettre en valeur la presqu'île d'Arvert. Des traces de fossés et cercles funéraires datant de cette époque ont été retrouvés à Belmont, sur le territoire de la commune de Royan. 

## Antiquité
Les Romains développent la culture de la vigne, l’élevage des huîtres et la technique des marais salants. Tibulle célèbre sa côte à propos de la victoire de Messala et Ausone y construisit une résidence. En 418, les Wisigoths arrivent devant Saintes.

## Moyen Âge

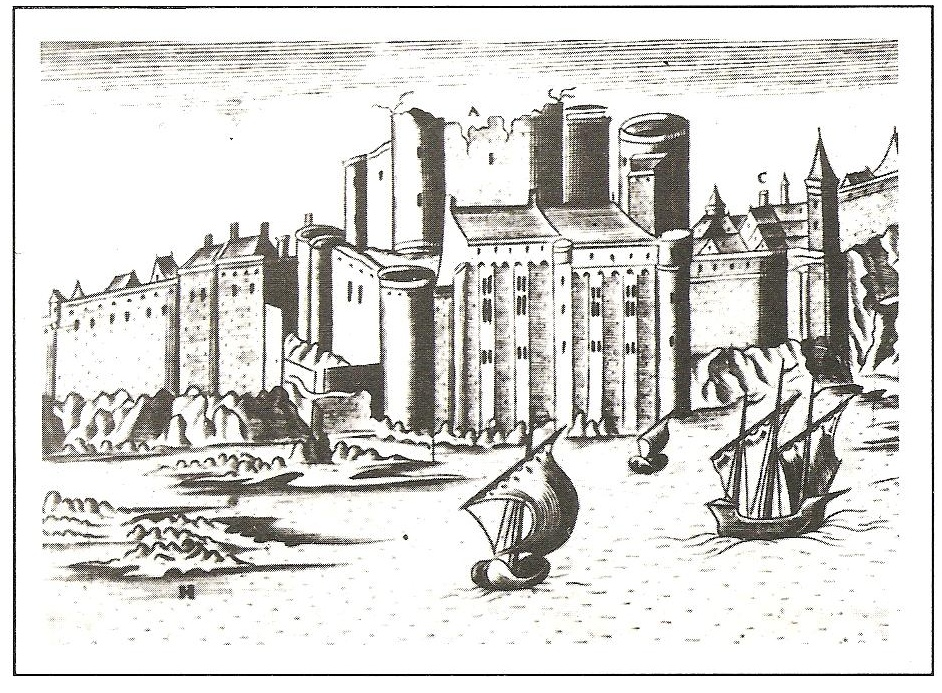
Le château fort de Royan au début du XVIIe siècle (gravure de Chastillon). La forteresse médiévale a beaucoup souffert des combats durant les guerres de religion : on observe ainsi un début de ruine de la courtine et des tours d'angle

À l'été 844, les Vikings remontent la Gironde, pillant tout sur leur passage.
Au début du XIe siècle, un calme précaire revient, la presqu’île lentement renaît sous l’impulsion de petites seigneuries et des abbayes. Entre 1050 et 1075, le prieuré de Saint-Vivien de Saintes construit le prieuré de Saint-Pierre sur le plateau à deux kilomètres au nord du bourg actuel. Ceci fixe un petit hameau. En 1092, grâce à une donation faite par Hélie de Didonne, seigneur de Royan, l’abbaye de la Grande-Sauve installe un autre prieuré, placé sous le vocable de Saint-Nicolas et situé à proximité des marais de Pontaillac, à l'ouest du bourg.
Le bourg fortifié se trouve alors limité au rocher de Foncillon, au bord de la mer. Accolé au bourg, un petit château fort protège le fond de la plage de la Grande-Conche qui sert de port. À la fin du XIe siècle, déjà, l’activité portuaire est importante. Les nombreuses gabares qui empruntent la Gironde y font escale dans l’attente de vents ou de courants favorables. Le seigneur de Didonne en profite alors pour faire payer une taxe à tout bateau s’arrêtant au pied du château.
En 1137, Aliénor d'Aquitaine épouse le roi de France, Louis VII. Royan fait partie intégrante du duché d’Aquitaine et passe sous le contrôle du roi de France. Mais en 1152, Aliénor divorce et épouse Henri Plantagenêt qui devient roi d’Angleterre en 1154. Royan passe alors sous contrôle anglais.

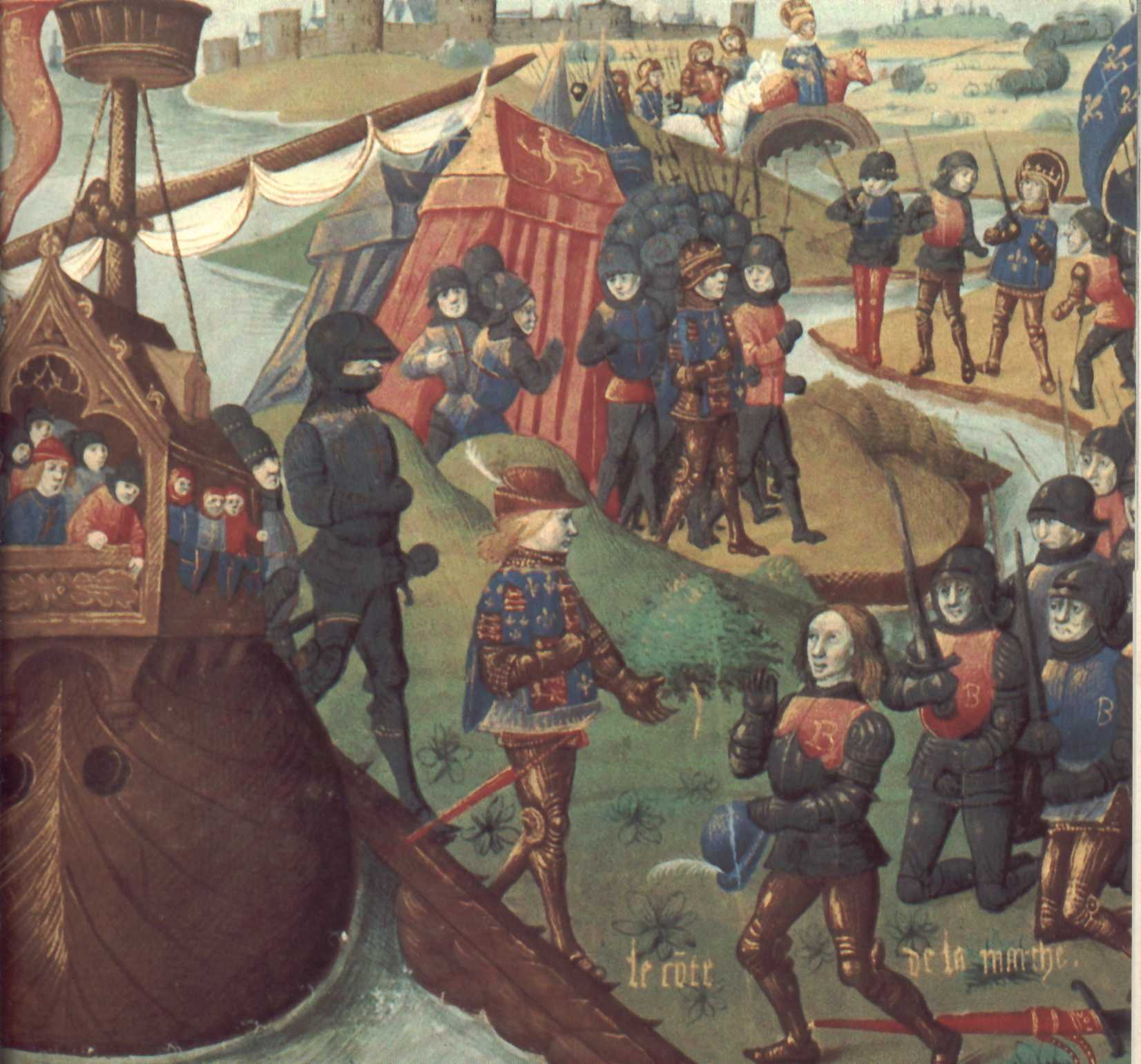
Henri III, roi d'Angleterre et duc d'Aquitaine, débarquant à Royan le 20 mai 1242.

Le roi d’Angleterre fait consolider les défenses du bourg. Il est alors protégé par de solides murailles et on construit un donjon. Les différentes taxes payées par les navires depuis le XIe siècle sont codifiées par les seigneurs de Royan. Code dont on trouve une trace datée de 1232 sous le nom de Costuma de Roian — c'est-à-dire « Coutume de Royan ». Le 20 mai 1242, Henri III, roi d’Angleterre, en guerre contre Louis IX, débarque à Royan avec 300 chevaliers.
C'est sans doute à l'occasion de cette visite qu'il décide d'octroyer à Royan une charte communale. Celle-ci, rédigée en gascon, régit le cadre administratif et judiciaire de la municipalité. Les habitants choisissent cent pairs. Ceux-ci élisent chaque année douze échevins et douze conseillers. Leur rôle est aussi d'élire trois prudhommes. Le maire est choisi par le roi parmi ces trois hommes. L'administration de la ville est assurée par le maire et les douze échevins qui se réunissent deux fois par semaine, parfois avec les conseillers. Les pairs se réunissent eux le samedi matin, toutes les deux semaines.
Battus à Taillebourg, les Anglais conservent, par le traité de Paris, le contrôle du sud de la Saintonge, dont Royan.
En 1355, pendant la guerre de Cent Ans, le Prince noir, héritier du trône d’Angleterre, guerroie en Saintonge. Il renforce les défenses de Royan qui devient un gros bourg. Le 11 avril 1357, le roi de France Jean II, capturé lors de la bataille de Poitiers, quitte Bordeaux à bord d'un navire anglais, la « Sainte-Marie » et passe au large du port de Royan avant de gagner l'Angleterre.
À la fin de la guerre de Cent Ans, en 1451, la région de Royan est définitivement française, mais en ruines.

## Epoque moderne

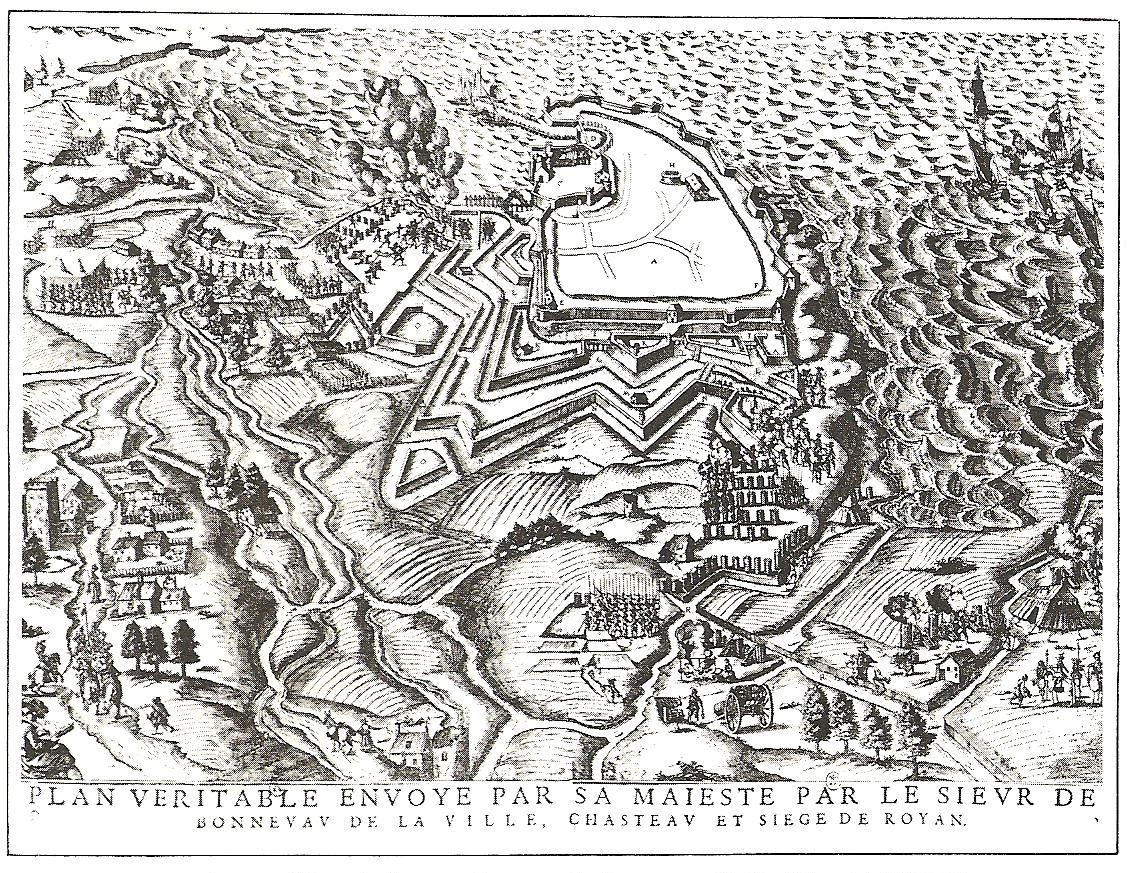
Le siège de Royan de 1623 vu par Bonneveau. Le plateau de Foncillon (en haut) abrite la ville fortifiée et son château. En bas à gauche, on distingue l'église Saint-Pierre

En 1458, Marie de Valois (1444-1473), fille aînée illégitime de Charles VII et d’Agnès Sorel épouse Olivier de Coëtivy, comte de Taillebourg. Elle apporte en dot 12 000 écus, et les châtellenies de Royan et de Mornac.

### La Renaissance
En 1501 Charles de la Trémoille par son mariage avec Louise de Coëtivy, devient baron de Royan.
Le commerce s'y développe. Mais l’accès au bourg, muré dans ses remparts, est difficile. Un faubourg se développe en bordure de plage dès le début du XVIe siècle. épousant ainsi la forme de la grande conche.
Cependant au XVIe siècle, les guerres de religion font rage, et plusieurs grands capitaines de l’époque comme Henri de Navarre, le futur Henri IV, et le sire de Brantôme (qui deviendra prieur de Saint-Pierre-de-Royan) font la guerre sous les murs de la citadelle. En 1592, Henri IV érige la ville en marquisat au bénéfice de Gilbert de la Trémoille. 

### XVIIesiècle
Au début du XVIIe siècle, le duc d’Épernon estime que « c’est une des meilleures places pour sa grandeur qui fut en France ». Avec l’édit de Nantes, Royan devient une place forte de sûreté pour les protestants.
Sous l'influence du chef protestant Henri de Rohan, à qui l'on prête alors l'idée de rassembler les protestants de l'ouest de la France dans une confédération protestante autonome, la cité renforce ses défenses. La citadelle est réaménagée sur l'ordre du gouverneur, Monsieur de Saint-Seurin. Sentant l'Aquitaine échapper peu à peu à son influence, le roi Louis XIII décide de passer à l'offensive. En 1621, il met le siège devant la ville de Saint-Jean-d'Angély, qui se rend au bout d'un mois. En 1622, l'armée royale campe devant les remparts de Royan. Les différents régiments royaux se positionnent autour de la citadelle : le gros des troupes, constitué des régiments de Navarre, de Castel-Bayard, ainsi que du Régiment des Gardes françaises, prend place devant le plateau de Foncillon. Les régiments de Bury et de Champagne sont gardés en réserve. Des négociations s'engagent entre les émissaires royaux et le gouverneur de la place. Songeant à la reddition, celui-ci est destitué et les négociations rompues. Le roi décide alors de donner l’assaut. Devant la violence des combats, et en l'absence de tout secours, les Royannais demandent grâce au roi, qui leur accorde. Le 11 mai 1622, Louis XIII entre dans Royan.

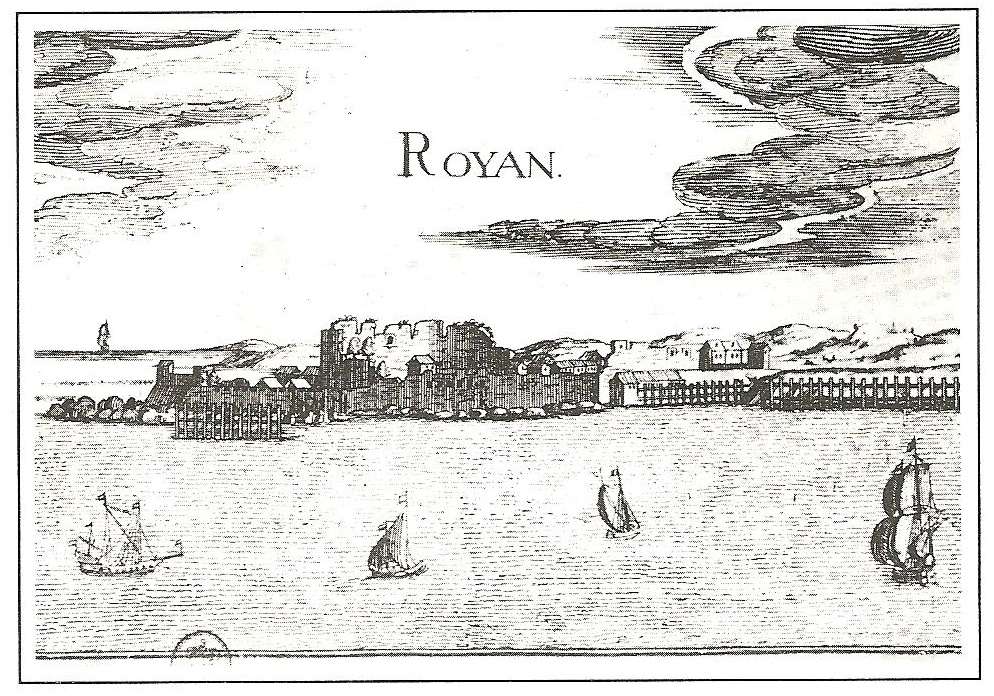
Les ruines de Royan en 1636 (reproduction d'une gravure de Tassin) La ville a été rasée sur l'ordre de Richelieu afin de punir les habitants qui s'étaient révoltés en 1623

Cependant, une fois le roi parti, les rancœurs se déchaînent. Une partie de la population royannaise a le sentiment d'avoir été trahie par ses chefs. Une nouvelle révolte éclate, et une partie de la garnison royale est égorgée. Devant cet affront, le roi envoie le duc d'Épernon à la tête d'une armée de 8000 hommes. Ce second siège, dont l'importance est contestée selon les historiens, n'a probablement pas eu pour conséquence l’arasement de la ville, mais certains textes évoquent cependant cette possibilité en 1624. Il semble cependant que de nombreux habitants aient été passés au fil de l'épée.
La destruction de la citadelle n'intervient en effet qu'en 1631 sous les ordres de Richelieu, conseillé par l'intendant de Saintonge La Thuillerie. Le conseiller d'État Laubardemont obéit aux ordres et fait incendier les maisons de la cité, combler les fossés, et détruire la digue du port. Les hommes possédant une arme sont passés au fil de l'épée et ordre est donné de ne rien reconstruire sur le site de l'ancienne forteresse.
Les maisons du faubourg sont épargnées : celles-ci abritent une population de pêcheurs vivant de leur activité et du pilotage dans la Gironde. La ville, réduite à un modeste village, n'a même plus d'église : elle est rattachée à la paroisse rurale de Saint-Pierre.

### XVIIIesiècle
Après la révocation de l'édit de Nantes une grande partie de la population émigre, surtout en Hollande et en Angleterre. Les persécutions continuèrent épisodiquement jusque sous Louis XV. Après que la tempête de 1735 emporta le remblai de son havre, la navigation ne fut pas rétablie avant le XIXe siècle.
En 1757, le marquis Jean Charles de Sennecterre, seigneur de Didonne et maréchal de France, fait construire le premier édifice défensif depuis le démantèlement de la citadelle : le fort du Chay.

## Epoque contemporaine

### La Révolution française
Alors qu'en décembre 1789, l’Assemblée nationale vote la division de la France en départements, en lieu et place des anciennes provinces, on crée le département de la Charente-Inférieure dont Royan devient un chef-lieu de canton dès le 4 février 1790. Au même moment, on élit un conseil municipal, dont le premier officier est le protestant Daniel Renaud, et un maire, Nicolas-Thérese Vallet de Salignac.
Le 12 juillet 1790, l'Assemblée nationale vote la Constitution civile du clergé, ce qui ne se fit pas sans troubles. Dans le canton de Royan, les prêtres des paroisses de Royan, de Vaux et de Saint-Sulpice refusent de prêter le serment constitutionnel et deviennent de fait des prêtres réfractaires. Dans tout le pays, on saisit les propriétés de l'église, et à Royan, le couvent des récollets construit en 1622 est mis en vente avec ses 33 hectares comme Bien national. Il est racheté le 25 février 1791 par Jean Boisseau, armateur, qui le démolit.
Avec la crise économique, à Royan comme ailleurs, le mécontentement gronde. Le 14 juillet 1790 a lieu la fête de la Fédération, et une cérémonie est organisée dans l'église Saint-Pierre, à l'occasion de laquelle on prête le « serment fédératif ».
Fin novembre Nicolas-Thérese Vallet de Salignac démissionne et est remplacé par François d’Aulnis de Puiraveaux.
En 1791, Daniel Renaud est élu maire de la commune. Au mois de mai 1791, la société patriotique « club des « amis de la constitution » est ouvert à Royan. De manière générale, la Terreur est à peine sensible, et peu de notables sont inquiétés.

### Le Premier Empire

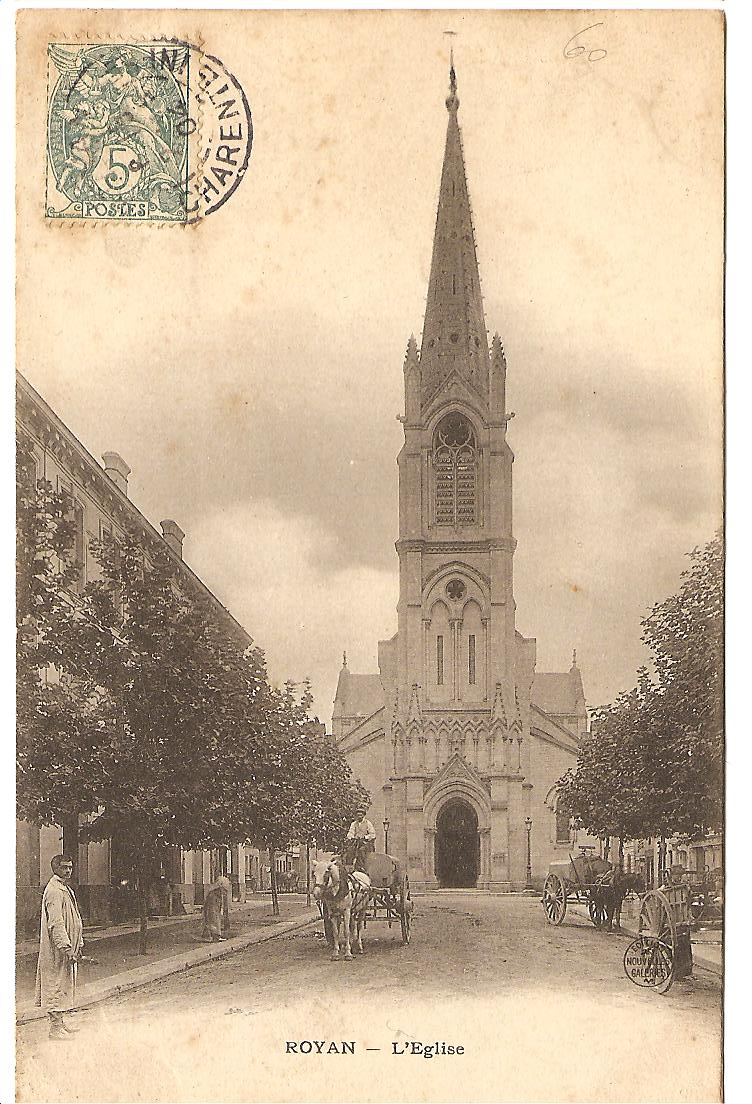
L'ancienne église Notre-Dame en 1902. De style néo-gothique, elle fut détruite au cours des bombardements de 1945

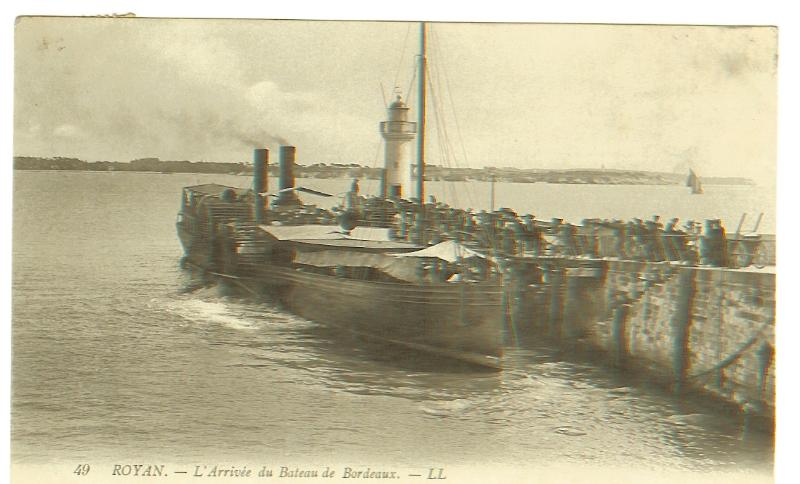
L'arrivée d'un bateau en provenance de Bordeaux

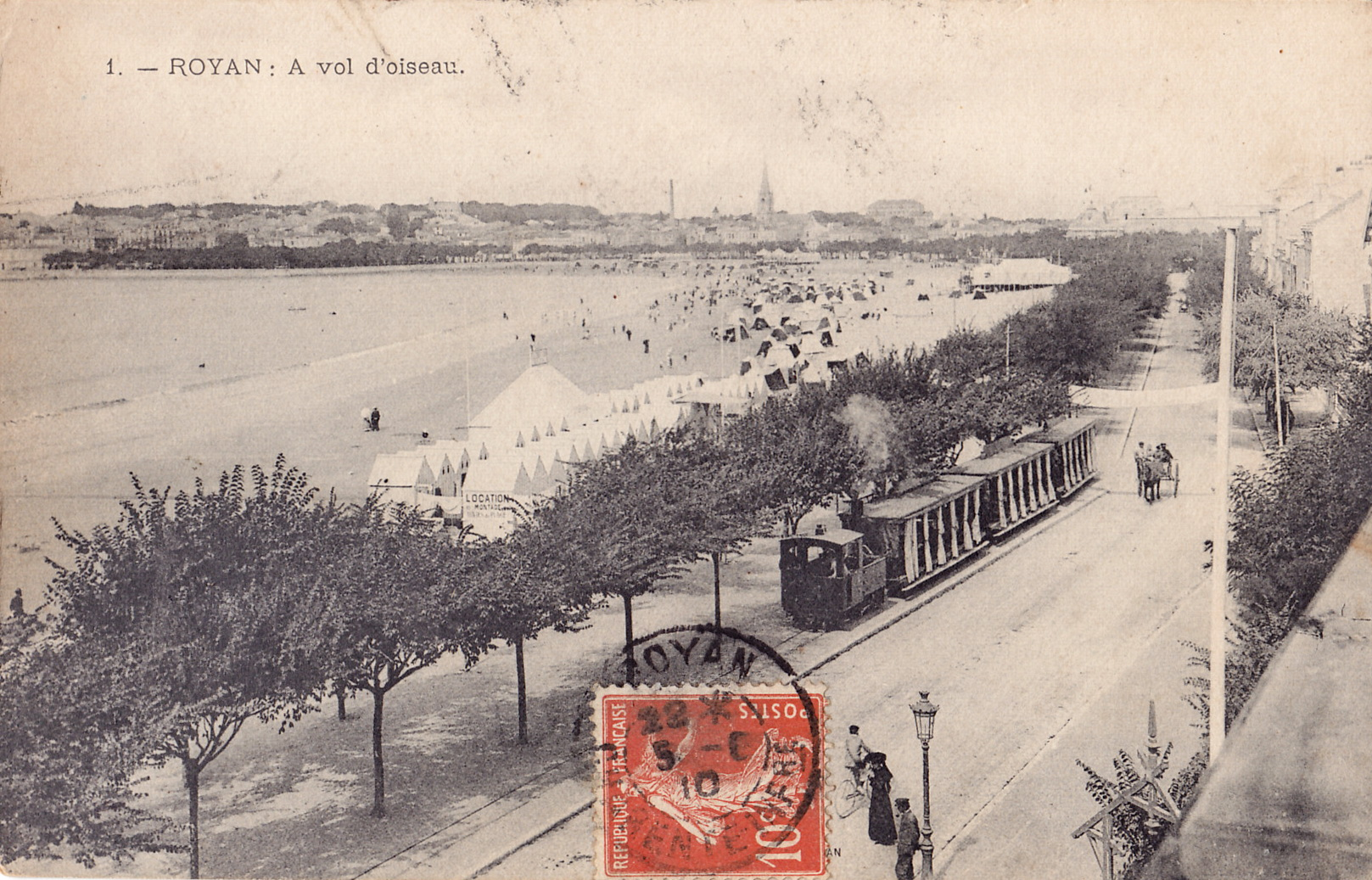
Royan à vol d'oiseau, vers 1910, avec au premier plan le tramway de Royan, qui a desservi la ville de 1890 à 1945.

Royan devient un centre de convalescence pour les soldats de la Grande Armée. Des auberges s’ouvrent. Les habitants prennent l’habitude de louer des chambres aux soldats. Aucune rue ne longe la plage, la mer s'insinuant partout, il faut se protéger des vagues de tempêtes, presque chaque maison en face de la plage possède un jardin avec un épais muret. Le port est à sec à marée basse. Une petite digue est construite en 1810.
Royan laissa partir, le 24 juillet 1815, un brick de deux cents tonneaux, le Commerce qui arriva 26 jours plus tard à New York. Ce brick transportait l'aîné de la famille Bonaparte, qui n'est autre que Joseph Bonaparte.

### Les débuts des bains de mer
Vers 1816, les bains de mer se développent, importés d'Angleterre par les derniers émigrés. Royan, grâce à ses plages et son climat, séduit les premiers estivants. Habituellement ville d’accueil, elle reçoit des vacanciers en majorité bordelais. En 1819, avec le bateau à vapeur La Garonne, mais surtout à partir de 1821 avec le Gironde et L'Hirondelle, les premiers bateaux à vapeur à roues à aubes font un service régulier Bordeaux-Pauillac-Royan en été. Ces bateaux accostent aux falaises de Foncillon qu'on appelle la Plataine. Le transbordement des voyageurs vers le centre-ville se fait à l'aide de barques.
Le pavage des rues commence en 1816 et pour s’achever en 1826. En juillet 1819, le maire Raymond Labarthe signe la première ordonnance réglementant les bains de mer, qui interdit de se baigner nu dans les plages avoisinant les maisons et qui réserve la plage de Foncillon aux femmes. On aménage les plages. En 1820, il est interdit de « laver les cochons, les chevaux et autres bestiaux à la mer au moment où l’on prend les bains ». En 1836, on taille un escalier à même le roc pour faciliter l’accès des touristes aux bateaux. En 1843, l'ingénieur des ponts et chaussées Jules Lessore construit le premier casino qui connaît un grand succès et qui reste en activité jusqu'en 1885 et participe grandement au succès de Royan. Vers 1845, l'ingénieur des travaux maritimes Augustin Botton intègre la falaise de Foncillon au port.
Sous le Second Empire, la ville connaît un grand essor. En 1854, on installe les premiers éclairages publics. Entre 1850 et 1870, le nombre d’estivants passe de 9 000 à 17 000, la population de 3 329 à 4 500 habitants. Royan devient une grande station balnéaire régionale. Commerces, casino réputé, grands cafés la modernisent. Le 28 août 1875, le premier train venant de Paris arrive à Royan, ce qui donne une tout autre dimension à la station. En vingt ans, de 1875 à 1895, la ville devient une des stations balnéaires les plus luxueuses de la côte océane. Le « Tout-Paris » s’y donne rendez-vous et sa renommée dépasse largement les frontières françaises. À partir de 1885, de nouveaux lotissements au Parc et à Pontaillac se couvrent de somptueuses villas. Un nouveau casino est inauguré en 1885. Il domine la plage de Foncillon et est l’œuvre de l’architecte bordelais Alfred Duprat. En 1895, on demande à l’architecte parisien Gaston Redon de construire, en bordure de la plage de la Grande Conche, un autre casino. Il lui est conseillé de « laisser libre cours à son imagination et de ne lésiner ni sur l’espace, ni sur les proportions ». En août 1895, le plus grand casino de France est inauguré.

### Les années folles

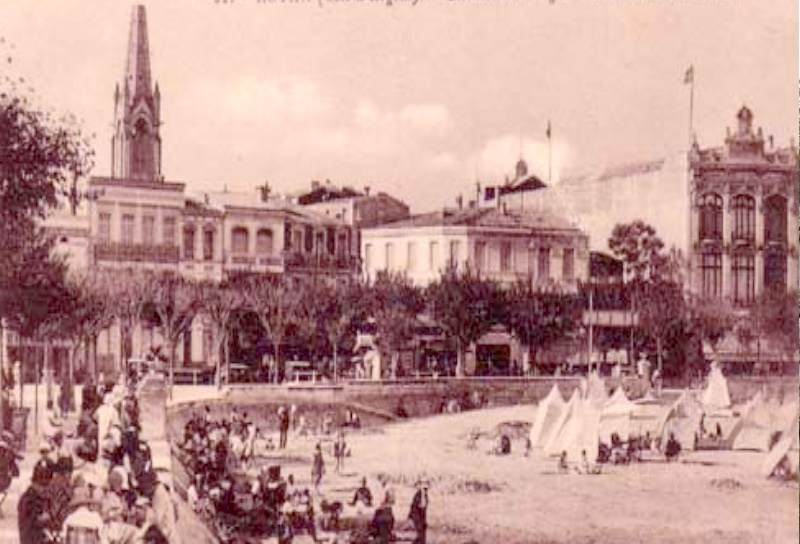
La promenade Botton, le front de mer et le clocher de l'église Notre-Dame à la fin des années 1920.

Après la guerre de 1914-1918, l’activité balnéaire reprend. Le 29 juin 1922, la municipalité obtient le classement de la ville comme « station climatique d’été ». La ville accueille de nombreux hôtes de marque, tels Sacha Guitry, Yvonne Printemps, Mary Marquet, Jacques-Henri Lartigue, le réfugié politique soviétique Léon Trotsky qui s'établit quelque temps dans une villa de la cité voisine de Saint-Palais-sur-Mer avant de partir pour le Mexique, ou encore le peintre Pablo Picasso, qui installe son atelier au quatrième étage de la villa « Les voiliers ».
Une politique de grands travaux est initiée dans le courant des années 1920 afin de moderniser un centre-ville devenu inadapté à la croissance de la population. L'ancien hôtel de ville est détruit, de même que les halles, remplacées par un marché couvert moderne. Un nouvel hôtel des postes est construit à proximité du casino municipal. En 1927, la ville compte à elle seule trois salles de cinéma : « L'Olympia », à proximité du boulevard Thiers, « Le Trianon », sur le port, et « Le Paris-Ciné », le long du boulevard Botton. En 1930, les studios de cinéma Émile Couzinet sont implantés dans la commune, et plus de cinquante films sont tournés à Royan. Mais dès 1923 l'Alsacien Philippe Husser pouvait s'écrier émerveillé :

« Qui n'a pas vu Royan ne peut imaginer ce beau spectacle. C'est une ville balnéaire de premier ordre. Elle a dix mille habitants en hiver et plus de cinquante mille en pleine saison. C'est le bain de mer des millionnaires, des richards français. Ça grouille de monde dans les rues, dans les magasins, sur la plage, dans les falaises et dans la mer. Ce monde est élégant et nonchalant. »

En 1939, à la veille du second conflit mondial, Royan compte plus de 12 000 habitants et reçoit près de 200 000 touristes.
Cette année-là, Picasso, fuyant Paris, arrive à Royan. Il y passe une année et y peint plusieurs tableaux, parmi lesquels sa Nature morte au crâne de mouton ou encore le Café des bains, établissement qu'il pouvait voir depuis la fenêtre de sa villa. Ce café aujourd'hui disparu était situé à l'emplacement actuel du restaurant La Siesta.
Les autorités d'occupation ayant déclaré les étrangers indésirables à Royan, Picasso est contraint de quitter la ville le 25 août 1940.

### La Seconde Guerre mondiale

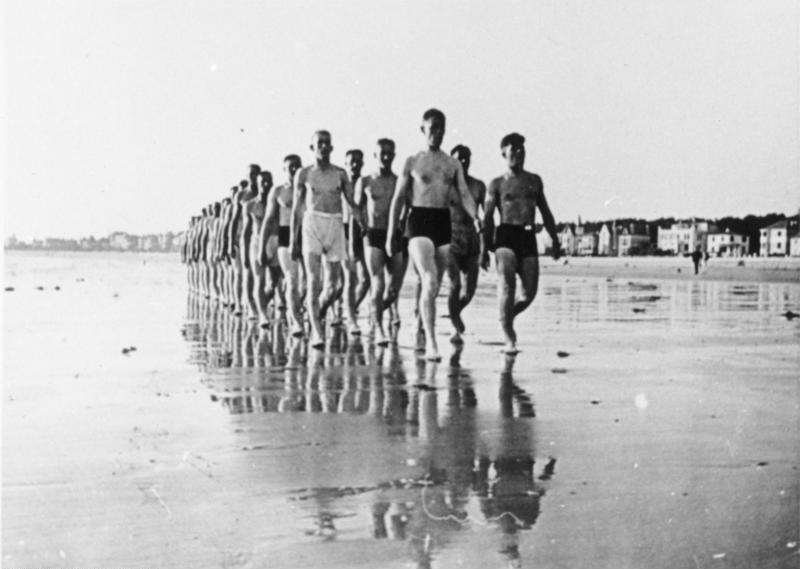
Soldats allemands sur la plage de la Grande Conche en juin 1940

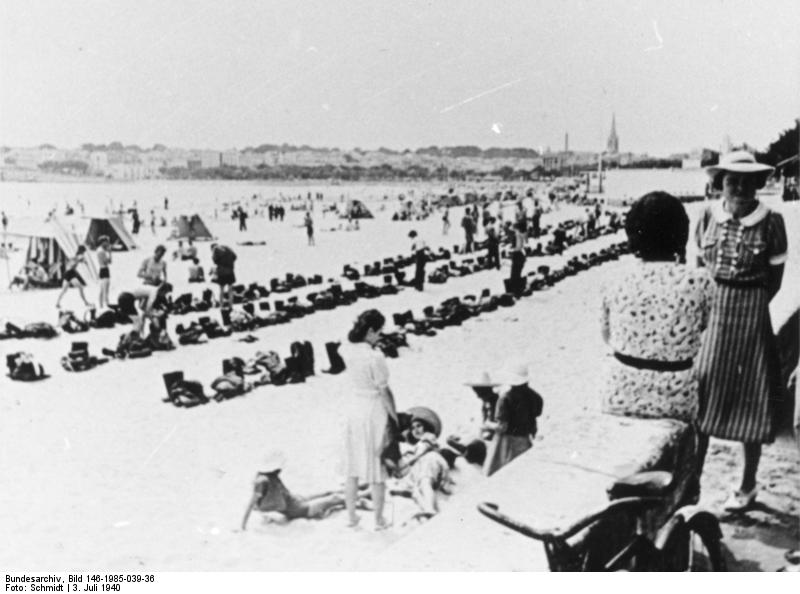
Soldats allemands et population locale sur la plage de la Grande Conche en juillet 1940

Après l’armistice du 22 juin 1940, Royan se trouve en zone occupée. Le premier détachement allemand, de la 44e division de la Wehrmacht, pénètre en ville le matin du 24 juin. La Kriegsmarine installe un commandement dans l'ancien hôtel du golf, réquisitionné. La Kommandantur est, quant à elle, installée à Foncillon.
Malgré l'ordre donné par la municipalité de placarder dans toute la ville un « Appel à la population royannaise » invitant « la population de Royan, ville ouverte, à observer la correction la plus absolue dans l'intérêt général (...) et accomplir son devoir avec calme et dignité », les premiers actes de sabotage ne tardent pas. Dès le mois de juillet, les lignes téléphoniques entre Royan et La Rochelle sont sectionnées. La vitrine du local du « Rassemblement anticommuniste », le parti de Marcel Déat — précurseur du Rassemblement national populaire — est brisée peu après. Le 15 août, une sentinelle du quartier général de la Kriegsmarine est assassinée. L'amiral Von de la Ferrière, représentant de l'amirauté allemande à Royan, décide, en représailles, de frapper la ville d'une amende de 3 millions de francs et dix membres du conseil municipal sont pris en otage. Peu après, les plages sont interdites « aux chiens, aux Juifs et aux Français ».
La Résistance s'organise, à Royan comme dans le reste du département. Les premiers réseaux se regroupent sous la houlette de personnalités telles que Louis Bouchet, le commandant Baillet, Jean Papeau ou encore le commandant Thibaudeau. En 1942, les premiers blockhaus du Mur de l'Atlantique sont érigés par des jeunes réquisitionnés par le STO, sur des plans conçus par l'organisation Todt. Ainsi naissent les deux forteresses allemandes de "Gironde Mündung Nord" (Royan et sa proche région) et "Gironde Mündung Süd" (pointe de Grave), de part et d'autre de l'estuaire de la Gironde. Les forteresses de Royan-Grave formaient ainsi un verrou stratégique protégeant notamment Bordeaux. Entre 1943 et 1944, la cité est également renforcée pour prévenir une éventuelle attaque terrestre. Des batteries de V4 sont installées aux abords de la cité, à Belmont, Vaux, Jaffe.
Ainsi, pendant l’été 1944, se constitue la « poche de Royan » qui abrite environ 5 000 soldats allemands. Le 12 septembre 1944 la prise de Rochefort enferme encore un peu plus les Allemands : c'est le signal du début du long siège de la ville.
Le 4 octobre, les Alliés sont à Médis. Une entrevue a lieu entre le colonel Adeline, responsable du secteur libéré, et le colonel Pohlmann, commandant de la place forte de Royan, dans le but d'obtenir l'évacuation des civils. Une majorité de la population quitte la ville peu après, cependant, malgré les ordres d'évacuation, environ 2 000 civils choisissent de demeurer dans la forteresse assiégée. À Royan, l'occupant pille banques et villas désertées : le 31 décembre 1944, un navire à vapeur espagnol, le Vulcano, quitte Royan avec le butin dans ses cales[réf. incomplète].
Le 5 janvier 1945 vers 4 h du matin, par −5 °C, 354 bombardiers Lancaster de la RAF déversent une pluie de plus de 2 173 tonnes de bombes sur le centre-ville. Le bombardement se déroule en deux vagues, la première commençant à 4 h 10, durant 20 minutes, la seconde à 5 h 20, durant 30 minutes. En quelques heures, le cœur de la ville, de la gare à Foncillon, est presque entièrement détruit, le port inutilisable, les plages déchiquetées, les casinos en ruines. Tout ce qui a fait le renom de la station balnéaire n’existe plus. 85 % du centre-ville disparaît, 442 Royannais et 35 Allemands trouvent la mort. On dénombre environ un millier de blessés. Sept avions alliés sont abattus pendant le raid.
Le vendredi 13 avril 1945, le général français Edgard de Larminat donne le signal de l'opération « Vénérable » visant à lancer l'assaut final contre la forteresse de Royan. Il exhorte ses troupes en ces termes :
«  Le moment est venu de faire sauter la forteresse ennemie de Royan-Grave. Les moyens matériels sont réunis, le succès de l'opération ne dépend que de l'audace et de la sagesse des chefs, de la valeur et de l'intelligence des soldats (...) C'est une part notable dans la renaissance du pays qui est entre vos mains »
Les lendemain et surlendemain 14 et 15 avril 1945, des bombardiers B-17 Flying Fortress et B-24 Liberator de l'USAAF couvrent de nouveau la ville de bombes. L'historien Howard Zinn relate dans un documentaire son expérience du bombardement de la ville, auquel il a participé comme pilote de B-17 au sein du 490th Bombardment Group. C'est au cours des raids sur Royan que le napalm fut expérimenté pour la première fois de façon massive : durant la seule journée du 15 avril, environ 725 000 litres de napalm sont déversés sur la ville. Le matin du 17 avril, les premiers chars Sherman M4 du bataillon Foch pénètrent dans les ruines fumantes de Royan. De brefs combats éclatent aux abords du quartier général allemand, avant que le contre-amiral Michahelles ne consente à se rendre, aux environs de 12 heures 40. C'en est fini de l'occupation allemande dans la presqu'île d'Arvert.
Quelques jours plus tard, au soir du 8 mai, la guerre était terminée en Europe.
À la suite de son martyre, il fut décidé le 28 février 1949, par la décision ministérielle n°14, de citer la ville de Royan à l'ordre de l'armée avec attribution de la  croix de guerre avec palmes.

### La reconstruction

La poste centrale fut l'un des premiers monuments à être reconstruit. Elle fut entièrement rénovée dans les années1980

La tour de Foncillon est l'un des plus hauts immeubles de la ville.
Cette structure de onze étages forme l'angle de la Résidence Foncillon, œuvre moderniste due à l'architecte Louis Simon

Après la guerre, les destructions sont telles que Royan sert, avec d’autres villes, de laboratoire de recherche sur l’urbanisme. En août 1947, c'est le projet d’aménagement de l’urbaniste Claude Ferret qui est accepté. L’architecture de la reconstruction se veut révolutionnaire : l’esthétisme est moderne, influencé par le courant tropical, illustré au Brésil par Oscar Niemeyer. L’emploi de structures en béton armé, permet de dégager de nouveaux volumes d’habitation ouverts à l’air et à la lumière. Les grandes lignes droites dominent, des volumes cubiques adoucis par des surfaces ou des lignes courbes. Tout privilégie un dégagement vers la mer alors que vers l’intérieur, la perspective est fermée par le marché. Les travaux durent une dizaine d’années. Au début des années 1960, la reconstruction est presque terminée. La ville renaît de ses cendres, plus ordonnée, plus rigoureuse, surtout plus fonctionnelle tout en étant d’une esthétique révolutionnaire pour l'époque.

### Le renouveau touristique

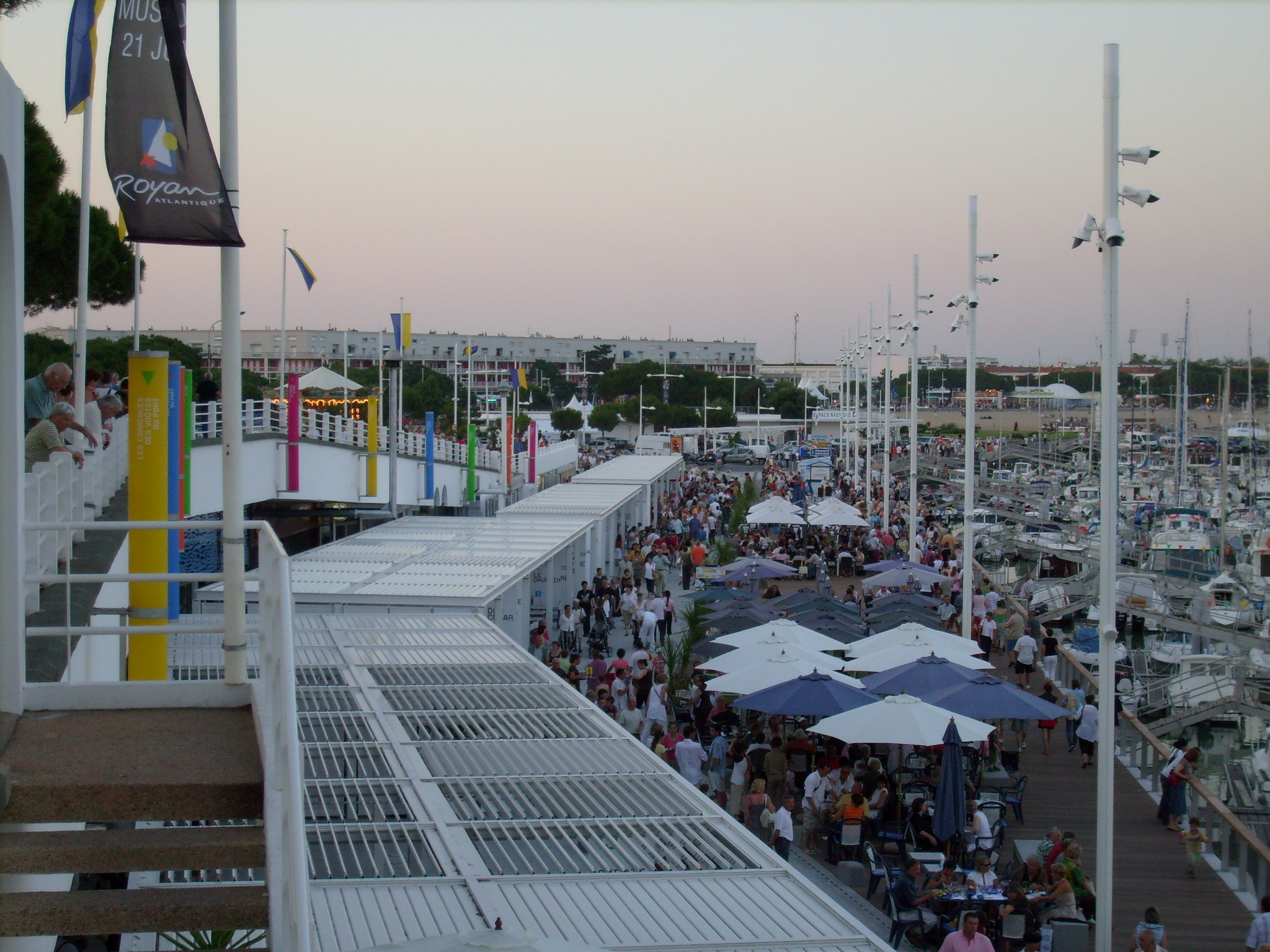
Les voûtes du port après leur rénovation, achevée en juin 2008.

Dans les années 1960 et 1970, de grands cafés et des orchestres assurent l'animation touristique du Front de mer. Le café Le Regalty est le lieu de naissance du premier groupe de rock français : Les Chaussettes noires. Ce même café accueillera aussi les premiers pas d'Alain Bashung à l'âge de 16 ans. En 1964, Royan gagne la grande finale d'Intervilles. Cette même année, la ville accueille pour la première fois un festival international d'art contemporain réunissant expositions photographiques, musique d'avant-garde, arts plastiques. Celui-ci, très réputé, se tiendra à Royan jusqu'en 1977.
Entre 1959 et 1965, l'amiral Meyer, alors maire de Royan, va décider de la création d'un port de plaisance pour la ville.
Jean de Lipkowski, durant son premier mandat, est à l'origine de la création du centre audiovisuel de Royan pour l'étude des langues (CAREL), en 1965. Secrétaire d'État auprès du ministre des affaires étrangères, puis ministre de la coopération, il va également influencer le choix en faveur du tracé atlantique de l'autoroute A.10, par Niort et Saintes, au détriment d'Angoulême.
Pierre Lis, maire de Royan, décide en 1982 d'agrandir le port de Royan, malgré une forte opposition des écologistes locaux.
Dès cette époque, le patrimoine moderniste de la ville apparaît comme menacé. Du fait de l'utilisation de sable marin dans la fabrication du béton destiné à la reconstruction, par souci d'économie, les structures internes des principaux édifices se corrodent : fragilisées, leur dégradation est rapide. Des plaques de béton se détachent du toit du casino, œuvre maîtresse de l'architecture royannaise, entraînant sa mise sous surveillance, puis sa fermeture au public en 1984. Malgré de violentes polémiques, sa destruction est votée l'année suivante. En 1986, c'est au tour du portique, trait d'union entre les deux bâtiments du front de mer, d'être démoli. L'église Notre-Dame (communément, mais improprement appelée la cathédrale) est placée sous surveillance puis, dans l'urgence, classée monument historique en 1988, ce qui permit le financement d'une campagne de restauration.
Jusqu'au début des années 1990, la ville accueillit chaque été de grands concerts : ainsi, Johnny Hallyday se produisit régulièrement au stade d'honneur ou encore le groupe The Police le 16 août 1980.
Le réensablement de la plage de la Grande Conche, à la suite de sa lente érosion, est effectué du 6 avril au 20 mai 1999. 240 000 m3 de sable furent ajoutés sur une superficie de 5 hectares.
Une campagne de promotion de la ville est menée à travers différents média en 2002, notamment à travers une campagne d'affichage dans le métro parisien. En 2008, la ville de Royan est choisie pour accueillir l'université d'été de l'UMP.

Le 10 octobre 2008, le bateau Ville de Royan, Dugua de Mons est de retour à Royan après une traversée entre La Rochelle et Québec dans le cadre des festivités du 400e anniversaire de la fondation de Québec. La grande traversée de l’Atlantique à laquelle participe une soixantaine d'autres bateaux dont le Belem, commémore ainsi les expéditions menées par Pierre Dugua de Mons, natif de Royan, qui permettront la fondation de Québec.
Au soir du 7 janvier 2015, quelques heures après le sanglant attentat au siège de Charlie Hebdo à Paris, plusieurs dizaines de personnes se rassemblent devant la rédaction locale du quotidien Sud-Ouest, puis sur l’esplanade Kérimel de Kerveno. Deux jours plus tard, alors que les terroristes viennent d’être abattus après des prises d’otages de plusieurs heures, près de 3000 personnes descendent dans les rues, munies de bougies et de pancartes proclamant « Je suis Charlie ». Alors que les autorités appellent à des « marches républicaines » dans tout le pays, la mobilisation se poursuit tout au long du week-end. Le dimanche 11 janvier, d'après une idée de l’artiste Jehan Benjamin (Jben), un grand dessin éphémère est réalisé sur la plage, suivi d’une manifestation en hommage aux victimes qui réunit entre 1 500 et 2 000 personnes.

## Pour approfondir